# Floridakonijn
Het Floridakonijn of oostelijke katoenstaart (Sylvilagus floridanus) is een haasachtige uit het geslacht der katoenstaartkonijnen (Sylvilagus). Het is waarschijnlijk het algemeenste konijn van Noord-Amerika.

## Beschrijving
Het Floridakonijn heeft een grijsbruine vacht met een roestkleurige nek. Vaak zit er een witte vlek op het voorhoofd. De staart is van onder wit als een dot katoen. De achterpoten zijn boven wit. Het Floridakonijn wordt 375 tot 463 millimeter lang, inclusief de 39 tot 65 millimeter lange staart. Hij weegt 900 tot 1800 gram. De oren zijn 49 tot 68 millimeter lang.

## Gedrag
Het Floridakonijn is een nachtdier. Hij laat zich ook regelmatig zien op donkere dagen en in de schemering. Hij graaft geen eigen holen, maar gebruikt holen van de bosmarmot bij slecht weer. 's Winters kunnen ze gangen maken in diepe sneeuw.
Het Floridakonijn eet kruiden en grassen, 's winters ook twijgen, bast en knoppen. Ze eten snel, om daarna een veilige schuilplaats op te zoeken om daar hun keutels op te eten. Dit gedrag komt bij de meeste haasachtigen voor. Ze eten soms ook hoenders.
Soms staan ze op hun achterpoten om de omgeving in de gaten te houden. Ze hebben veel vijanden, waaronder haviken, uilen, marterachtigen en lynxen. Als ze achterna worden gezeten, rennen ze langs de grenzen van hun territorium en maken ze zijwaartse sprongen om het geurspoor te doorbreken. Ook kunnen ze het water in vluchten, alhoewel ze niet van zwemmen houden. Ze kunnen 3 tot 4½ meter hoog springen.

## Voortplanting
Het paarseizoen loopt van februari tot september. Mannetjes voeren in die tijd rituelen uit voor de vrouwtjes. Hierbij vechten mannetjes tegen elkaar, en springen vrouwtjes over de mannetjes. Groepjes dieren rennen achter elkaar aan, en soms springt een konijn recht omhoog.
Na een draagtijd van 28 tot 32 dagen komen vier à vijf jongen (soms één tot negen) ter wereld. Een vrouwtje kan drie of vier worpen per jaar krijgen. De jongen worden geboren in een nest, bedekt met planten en vacht uit de borst van de moeder. Het nest ligt verborgen in een hol in de grond, meestal 18 centimeter diep en 12,5 centimeter breed, waarvan de ingang is bedekt door plantaardig materiaal. Vrij snel na de geboorte paart het vrouwtje weer. Na drie maanden zijn de dieren geslachtsrijp.

## Verspreiding en leefgebied
Het Floridakonijn komt in bijna het gehele oosten van de Verenigde Staten voor. In het westen komt hij voor tot Arizona en het noorden van New Mexico. In Canada komt hij enkel in het zuidoosten, op de grens met de VS voor. Zuidwaarts komt hij voor via Oost-Mexico tot Colombia, Venezuela. In New England kwam de soort niet voor. Sinds de soort daar is ingevoerd, vormt hij een voedselconcurrent voor de inheemse New-Englandkatoenstaart. Hij komt voor in gebieden met voldoende schuilplaatsen als struwelen, bijvoorbeeld bossen, struikgebieden en grasvelden.
In Aruba en Curaçao komt het Curaçaos konijn of konènchi (ondersoort Sylvilagus floridanus nigronuchalis) voor.

## In Europa
In Italië, Noord-Spanje en Frankrijk is de soort ingevoerd voor de jacht, nadat de wilde konijnenpopulatie in die streken bijna was uitgeroeid door myxomatose. Floridakonijnen zijn bestand tegen deze ziekte.